# La dansa dels cors
La dansa dels cors (títol original: Sweet Hearts Dance) és una pel·lícula estatunidenca de Robert Greenwald estrenada el 23 de setembre de 1988. Protagonitzada per Don Johnson, Susan Sarandon, Jeff Daniels i Kate Reid. Ha estat doblada al català.
La història segueix dues parelles d'una petita ciutat, una casada fa anys; l'altra comença una relació.

## Argument
A Halloween, a Nova-Anglaterra, Wiley Boon, un empresari casat amb Sandra, i pare de tres fills, se sent asfixiat després de quinze anys de rutina i s'enfronta a una crisi dels quaranta. El seu millor amic, el president del consell escolar local Sam Manners, és a punt de començar una relació amb Adie Nims, que acaba d'arribar de Florida i és nova ensenyant a l'escola secundària.
Durant el sopar del Dia d'acció de gràcies, un desacord menor entre Sandra i Wiley empeny aquest últim a abandonar la seva família. S'instal·la en una mòbil home per avaluar els seus sentiments i controlar els seus disturbis emocionals. La pel·lícula evoca després vacances posteriors i els esforços dels dos esposos per trobar la màgia de les seves primeres trobades i començar una reconciliació. Durant aquest temps, Sam i Adie senten l'un i l'altre que la seva relació esdevé cada dia més estreta.

## Repartiment
- Don Johnson: Wiley Boon
- Susan Sarandon: Sandra Boon
- Jeff Daniels: Sam Manners
- Elizabeth Perkins: Adie Nims
- Kate Reid: Pearne Manners
- Justin Henry: Kyle Boon
- Holly Marie Combs: Debs Boon
- Heather Coleman: BJ Boon